# Gaumont
Gaumont é uma companhia francesa de produção cinematográfica, fundada em 1895 pelo engenheiro e inventor Léon Gaumont (1864-1946). É a companhia cinematográfica mais antiga do mundo a ainda estar em atividade, seguida pela também francesa Pathé, fundada em 1896, e pelos estúdios de cinema americanos Universal Pictures e Paramount Pictures, ambos fundados em 1912. A Gaumont predominantemente co-produz, produz e distribui filmes (95% da receita de 2011 da Gaumont veio do setor de filmes). No entanto, a empresa é cada vez mais uma produtora da séries de TV, com sua nova subsidiária americana, a Gaumont International Television.

## História
Inicialmente lidando com aparelhos fotográficos, a companhia começou, a partir de 1897, a produzir pequenos filmes para promover sua câmera de projeção. Alice Guy Blaché, secretária de Léon Gaumont, se tornou a primeira diretora cinematográfica mulher da indústria cinematográfica. Entre 1905 e 1914, os Estúdios Cité Elgé (da pronúncia francesa normal das iniciais do fundador, L e G), localizados em La Villette, França, eram os maiores do mundo. A companhia fabricou seus próprios equipamentos e filmes de produção em massa até 1907. Louis Feuillade se tornou, então, o diretor artístico da Gaumont.

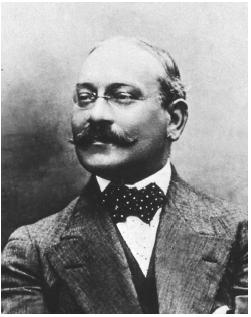
Louis Feuillade, que foi diretor artístico da Gaumont, no início do Século XX.

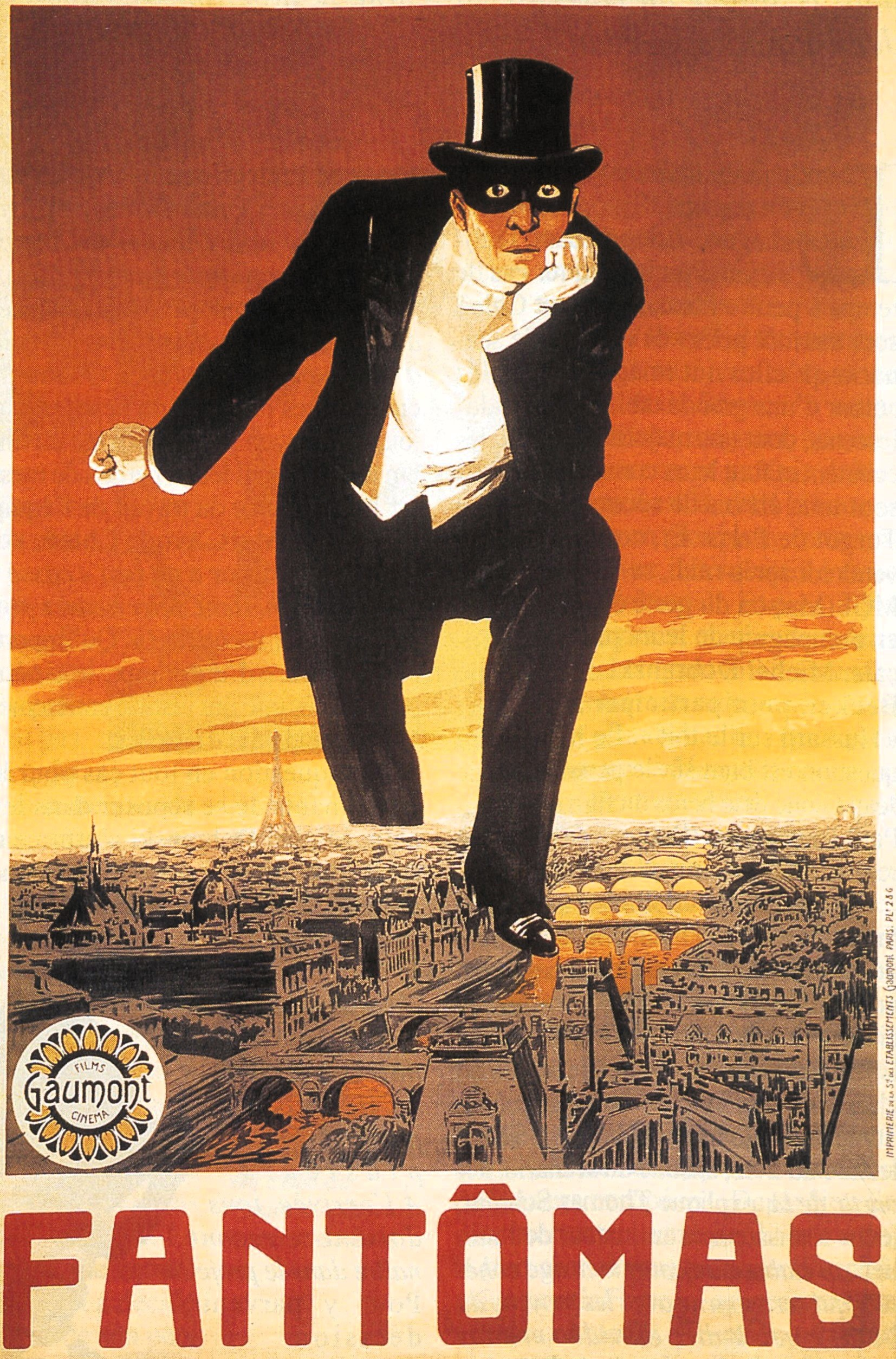
Cartaz de Fantômas, o primeiro seriado da Gaumont, em 1913, sob a direção de Louis Feuillade.

Com o estopim da Primeira Guerra Mundial, ele foi substituído por Léonce Perret, que continuou sua carreira nos Estados Unidos poucos anos mais tarde. A sede da companhia se encontra em Neuilly-sur-Seine.
Entre alguns de seus filmes mais notáveis, estão os seriados de Louis Feuillade Fantômas (1913), Les Vampires (1915), Judex (1916), Tih Minh (1918); a série de comédia Onésime, estrelando Ernest Bourbon; o cômico Bébé, estrelando o jovem René Dary; e os documentários da Gaumont Actualities. Diretores como Abel Gance, Alfred Hitchcock, e o animador Émile Cohl trabalharam nesse estúdio durante certos períodos.
A Gaumont abriu sedes no exterior e adquiriu a cadeia de teatros Gaumont British, que, mais tarde, passaria a ser notável por produzir vários filmes do diretor Hitchcock, como The 39 Steps (1935) e The Lady Vanishes (1938). Ao lado de sua gigante competidora, a Pathé Frères, a Gaumont dominou a indústria europeia de filmes até o início da Primeira Guerra Mundial em 1914. A Gaumont também construiu os Estúdios Lime Grove.
Após perdas significantes para as produções americanas em termos de competição e espaço de mercado como resultado da guerra, a Gaumont começou a sofrer reversões com as alterações tecnológicas (o advento do som) e com a depressão financeira, mais tarde se unindo com a Franco-Film Aubert, na década de 1930.
Em 1975, o magnata da mídia e milionário Nicolas Seydoux se tornou proprietário das ações, com 60% a 70% dos votos.

## Parcerias
Em 2 de fevereiro de 2000, Philippe Binant, gerente técnico do Digital Cinema Project da Gaumont, realizou a primeira projeção de cinema digital europeu, com o protótipo do projetor da Texas Instruments.
Em 2000, a Gaumont desmembrou a divisão de cinema em uma joint-venture com a Pathé, que ficou conhecida como Les Cinémas Gaumont Pathé. A Gaumont possui uma participação de 34%  na entidade que controla uma rede de cinema na França, Suíça e Países Baixos. Em 2011, este montante foi estimado em €214 milhões. Em 2004, a Gaumont continuou seu envolvimento com a Pathé, numa outra joint-venture denominada Gaumont-Pathe Archives. A Gaumont detém 57,5% desta entidade que se estende a noticiários, documentários, e filmes mudos dos século XX e XXI.
Entre janeiro de 2004 e 2007, a companhia firmou uma parceira com a Sony para produzir e distribuir filmes em cinemas e em DVD no mundo todo. Juntas à Pathé, elas operam seus próprios cinemas pela França.
Gaumont ainda é uma companhia independente, e é reconhecida como uma das maiores produtoras (Léon, The Fifth Element) e distribuidoras de filmes na França.
A companhia também produziu shows de televisão, incluindo quatro séries animadas: Highlander: The Animated Series, Dragon Flyz e Sky Dances, além do popular Oggy and the Cockroaches.
Por muitos anos, a divisão de vídeo doméstico da Gaumont foi uma joint venture com a Sony Pictures Entertainment. Hoje, a Gaumont distribui seus filmes juntamente à Paramount Pictures na França.

## Expansão
Em 2008, a Gaumont adquiriu o estúdio francês de animação Alphanim por €25 milhões, renomeando-os Gaumont-Alphanim.
Em 16 de dezembro de 2010, a Gaumont adquiriu uma participação 37.48% no capital social da empresa Légende e suas subsidiárias por €6,6 milhões. Légende é uma produtora e distribuidora de filmes e séries de TV gerenciada por Alain Goldman. Em 2011, a Légende foi avaliada em €6,3 milhões.
Em 2011, a Gaumont abriu sua divisão Gaumont International Television, em Los Angeles, EUA. Esta nova entidade está focada em programas de televisão de língua inglesa.
Em 2012, a Gaumont adquiriu a empresa de produção Nouvelles Editions de Films (NEF) por €3,1 milhões. A empresa foi previamente criada por Louis Malle. Como parte da aquisição, a Gaumont agora é proprietária da coleção inteira de Malle, incluindo Ascenseur pour l'échafaud, Atlantic City e Au revoir, les enfants.
Em 2011, a Gaumont co-produziu e distribuiu Intouchables, que, com 19 milhões de espectadores, tornou-se o segundo filme francês de maior bilheteria de todos os tempos. O lançamento internacional de Intouchables foi bem sucedido, como acontecera com Harry Potter e Transporters na Alemanha. Intouchables é a maior bilheteria de filme em língua estrangeira (qualquer idioma diferente do inglês), batendo o recorde anterior de 275 milhões pelo japonês Spirited Away. O filme foi um grande catalisador para a Gaumont aumentar no quarto trimestre de 2011 as vendas de cinema para €47,9 milhões, até 651% ano a ano. O sucesso do filme reverteu uma perda de metade do ano de 2011 para um recorde de lucro anual €26 milhões. Intouchables tem atualmente uma bilheteria de 361 milhões.

## Situação financeira atual
No primeiro semestre de 2012, a Gaumont teve um lucro de €7,7 milhões, revertendo a perda de €0,6 milhões do primeiro semestre de 2011. O lucro foi impulsionado por um aumento de 49%, atingindo €50,1 milhões. A empresa situou os efeitos continuados de Intouchables, que aumentou as receitas internacionais em 153%.
A capitalização de mercado atual da Gaumont é €164 milhões.

## Dirigentes
- Nicolas Seydoux,[13] presidente do Conselho de Supervisão.
- Sidonie Dumas, diretora geral (filha de Nicolas Seydoux).
- Christophe Riandée, vice-diretor .

Outros: Marie Seydoux, Thierry Dassault, Marc Tessier, Pénélope Tavernier, Antoine Gallimard, Michel Seydoux, Bertrand Siguier.

## Logo
Léon Gaumont escolheu a margarida como o logotipo da empresa, para prestar homenagem a sua mãe, cujo nome era Marguerite. Hoje, apesar das modificações regulares do desenho, a Margarida está sempre presente mesmo que seu significado já esteja esquecido.